# Andreï Makine

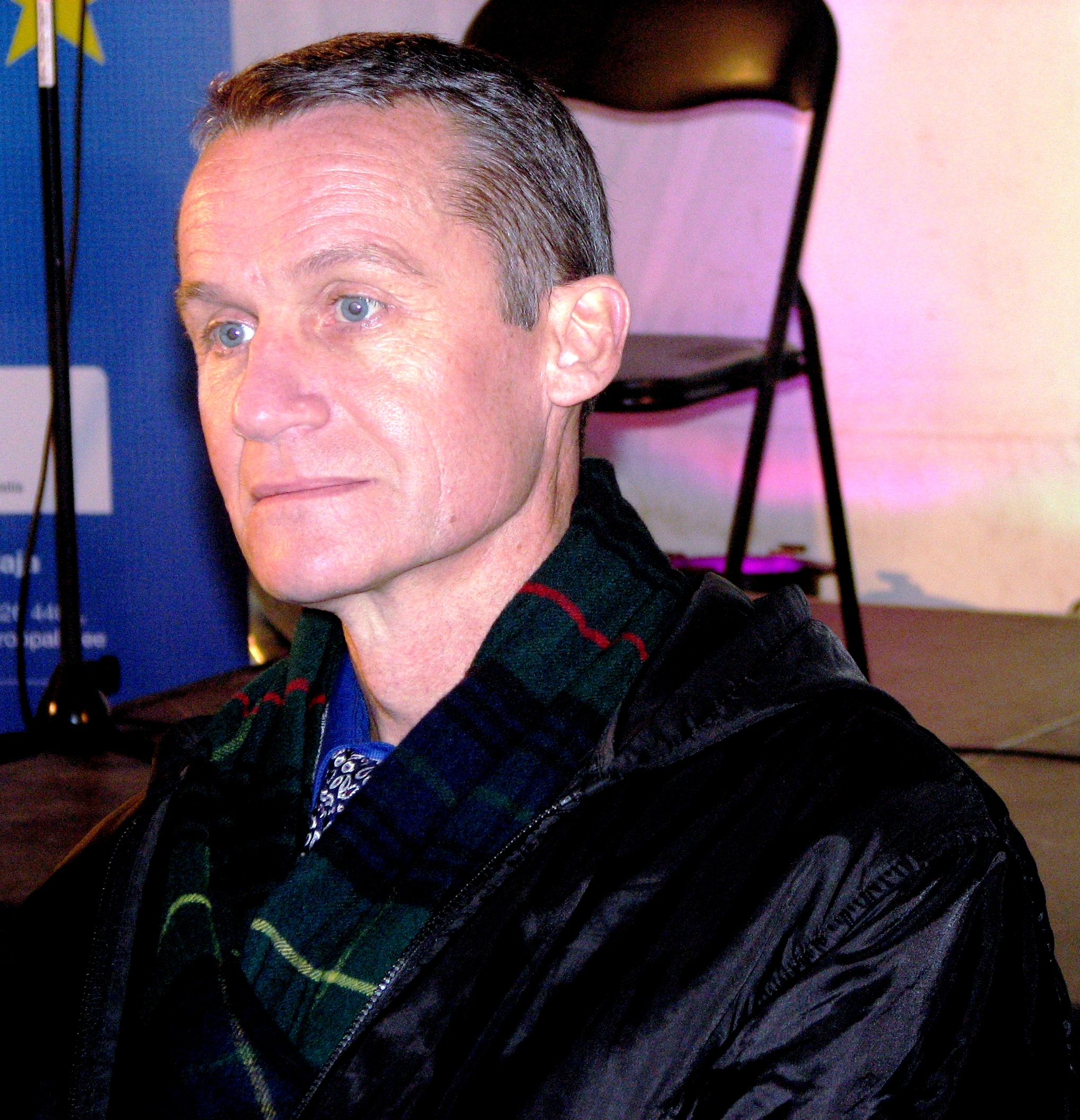
Andreï Makine (2010)

Andreï Makine (ur. 10 września 1957 w Krasnojarsku, ZSRR) – francuski pisarz pochodzenia rosyjskiego.
Makine urodził się na Syberii, dorastał w Penzie. Obronił doktorat z literatury na uniwersytecie w Moskwie, wykładał na uczelni w Nowogrodzie. W 1987 wyemigrował do Francji.
Początkowo jego powieści, pisane w języku francuskim (nauczył się tego języka jeszcze w dzieciństwie), nie cieszyły się szczególnym uznaniem wydawców i czytelników. Sytuację pisarza odmienił sukces autobiograficznego Francuskiego testamentu, uhonorowanego najbardziej prestiżowymi francuskimi nagrodami literackimi, w tym Nagrodą Goncourtów. 
W swoich utworach Makine podejmuje temat tożsamości człowieka należącego do dwóch, pozornie całkowicie sobie obcych, światów i konfrontuje wyrafinowaną francuską (zachodnią) kulturę z ponurą codziennością sowieckiego imperium. 

## Twórczość
- La fille d'un héros de l'Union soviétique, Paris, Robert Laffont, 1990.
- Confession d'un porte-drapeau déchu Paris, Belfond, 1992.
- Rzeka miłości (Au temps du fleuve Amour, Paris, Éditions du Félin, 1994).
- Francuski testament (Le Testament français, Paris, Mercure de France, 1995) – Nagroda Goncourtów, Prix Médicis i Prix Goncourt des lycéens.
- Zbrodnia Olgi Arbeliny (Le crime d'Olga Arbélina, 1998).
- Requiem dla Wschodu (Requiem pour l'Est, Paris, Mercure de France, 2000).
- Muzyka życia (La musique d'une vie, Éditions du Seuil, 2001) – Grand Prix RTL-Lire 2001.
- Saint Pétersbourg, 2002.
- Między ziemią i niebem (La terre et le ciel de Jacques Dorme, Paris, Mercure de France, 2003).
- Kobieta, która czekała (La femme qui attendait, Paris, Éditions du Seuil, 2004).
- Cette France qu'on oublie d'aimer, 2006.
- Ludzka miłość (L'amour humain, Paris, Éditions du Seuil, 2006).
- Le monde selon Gabriel, Monaco, Éditions du Rocher, 2007 (sztuka teatralna).
- La vie d'un homme inconnu, Paris, Éditions du Seuil, 2009 (pamflet).